# Úszás a 2011-es úszó-világbajnokságon
Az úszás versenyszámokat 2011-es úszó-világbajnokság keretein belül július 24-e és 31-e között rendezték meg a Sanghaj Oriental Sports Centerben.

## Kvalifikációs kritériumok
| Férfi                    | Férfi                    | Versenyszám    | Női                      | Női                      |
| A standard (2 versenyző) | B standard (1 versenyző) | Versenyszám    | A standard (2 versenyző) | B standard (1 versenyző) |
| 22.35                    | 22.90                    | 50 m gyors     | 25.43                    | 26.06                    |
| 49.23                    | 50.44                    | 100 m gyors    | 55.24                    | 56.60                    |
| 1:48.72                  | 1:51.40                  | 200 m gyors    | 1:59.29                  | 2:02.24                  |
| 3:49.96                  | 3:55.63                  | 400 m gyors    | 4:11.26                  | 4:17.64                  |
| 8:10.26                  | 8:37.52                  | 800 m gyors    | 8:35.98                  | 8:48.70                  |
| 15:13.16                 | 15:35.67                 | 1500 m gyors   | 16:41.49                 | 17:10.88                 |
|                          |                          |                |                          |                          |
| 25.34                    | 25.98                    | 50 m hát       | 29.07                    | 29.80                    |
| 55.14                    | 56.50                    | 100 m hát      | 1:01.70                  | 1:03.22                  |
| 1:59.72                  | 2:02.67                  | 200 m hát      | 2:12.73                  | 2:16.01                  |
|                          |                          |                |                          |                          |
| 27.63                    | 28.32                    | 50 m mell      | 31.52                    | 32.31                    |
| 1:01.57                  | 1:03.08                  | 100 m mell     | 1:09.01                  | 1:10.72                  |
| 2:13.69                  | 2:16.99                  | 200 m mell     | 2:28.21                  | 2:31.87                  |
|                          |                          |                |                          |                          |
| 23.73                    | 24.32                    | 50 m pillangó  | 26.68                    | 27.35                    |
| 52.86                    | 54.16                    | 100 m pillangó | 59.35                    | 1:00.82                  |
| 1:57.67                  | 2:00.57                  | 200 m pillangó | 2:10.84                  | 2:14.07                  |
|                          |                          |                |                          |                          |
| 2:01.40                  | 2:04.39                  | 200 m vegyes   | 2:15.27                  | 2:18.57                  |
| 4:18.40                  | 4:24.77                  | 400 m vegyes   | 4:45.08                  | 4:52.11                  |

## Versenynaptár
| Dátum         | Vasárnap 2011. július 24. | Hétfő 2011. július 25. | Kedd 2011. július 26. | Szerda 2011. július 27. |  |  |
| Versenyszámok | Női 100 gyors [ed] Férfi 400 gyors Női 200 vegyes [ed] Férfi 50 gyors [ed] Női 400 gyors Férfi 100 mell [ed] Női 4×100 gyors Férfi 4×100 gyors        | Női 100 gyors Férfi 100 hát [ed] Női 100 mell [ed] Férfi 50 gyors Női 100 hát [sf] Férfi 200 gyors [ed] Női 200 vegyes Férfi 100 mell                 | Férfi 200 gyors Női 100 hát Férfi 50 mell [ed] Női 1500 gyors Férfi 100 hát Női 200 gyors [ed] Férfi 200 gyors [ed] Női 100 mell            | Férfi 100 gyors [sf] Női 50 hát [ed] Férfi 200 gyors Női 200 gyors Férfi 800 gyors Női 200 gyors [sf] Férfi 200 vegyes [ed] Férfi 50 mell |  |  |
|               | | | | |  |  |
| Dátum         | Csütörtök 2011. július 28. | Péntek 2011. július 29. | Szombat 2011. július 30. | Vasárnap 2011. július 31. |  |  |
| Versenyszámok | Női 100 gyors [ed] Férfi 200 vegyes Női 200 mell [ed] Férfi 100 gyors Női 200 gyors Férfi 200 mell [ed] Női 50 hát Férfi 200 hát [ed] Női 4×200 gyors | Női 100 gyors Férfi 200 hát Női 50 gyors [ed] Férfi 50 gyors [sf] Női 200 mell Férfi 100 gyors [ed] Női 200 hát [ed] Férfi 200 mell Férfi 4×200 gyors | Női 50 gyors Férfi 50 gyors Női 50 mell [ed] Női 200 hát Férfi 100 gyors Női 50 gyors [ed] Férfi 50 hát [ed] Női 800 gyors Női 4×100 vegyes | Női 50 mell Férfi 400 vegyes Női 50 gyors Férfi 50 hát Férfi 1500 gyors Női 400 vegyes Férfi 4×100 vegyes                                 |  |  |

## Éremtáblázat
Magyarország, és a rendező ország csapata eltérő háttérszínnel kiemelve.
|          | Nemzet                  | Arany | Ezüst | Bronz | Összesen |
| 1        | Egyesült Államok        | 16    | 5     | 8     | 29       |
| 2        | Kína                    | 5     | 2     | 7     | 14       |
| 3        | Brazília                | 3     | 0     | 0     | 3        |
| 4        | Ausztrália              | 2     | 8     | 3     | 13       |
| 5        | Franciaország           | 2     | 3     | 5     | 10       |
| 6        | Egyesült Királyság      | 2     | 3     | 0     | 5        |
| 6        | Olaszország             | 2     | 3     | 0     | 5        |
| 8        | Hollandia               | 2     | 1     | 3     | 6        |
| 9        | Dánia                   | 2     | 1     | 0     | 3        |
| 10       | Oroszország             | 1     | 3     | 0     | 4        |
| 11       | Svédország              | 1     | 1     | 0     | 2        |
| 12       | Magyarország            | 1     | 0     | 3     | 4        |
| 13       | Fehéroroszország        | 1     | 0     | 0     | 1        |
| 13       | Norvégia                | 1     | 0     | 0     | 1        |
| 13       | Dél-Korea               | 1     | 0     | 0     | 1        |
| 16       | Japán                   | 0     | 4     | 2     | 6        |
| 17       | Kanada                  | 0     | 3     | 1     | 4        |
| 18       | Lengyelország           | 0     | 1     | 0     | 1        |
| 19       | Németország             | 0     | 0     | 5     | 5        |
| 20       | Dél-afrikai Köztársaság | 0     | 0     | 3     | 3        |
| Összesen | Összesen                | 42    | 38    | 40    | 120      |

## Eredmények

### Férfi
| Versenyszám                                 | Arany | Arany       | Ezüst | Ezüst    | Bronz | Bronz    |
| ------------------------------------------- | --- | ----------- | --- | -------- | --- | -------- |
| 50 m gyorsúszás Döntő: július 30.           | César Cielo Filho · Brazília                                                                                              | 21,52       | Luca Dotto · Olaszország                                                                                                | 21,90    | Alain Bernard · Franciaország                                                                                        | 21,92    |
| 100 m gyorsúszás Döntő: július 28.          | James Magnussen · Ausztrália                                                                                              | 47,63       | Brent Hayden · Kanada                                                                                                   | 47,95    | William Meynard · Franciaország                                                                                      | 48,00    |
| 200 m gyorsúszás Döntő: július 26.          | Ryan Lochte · Egyesült Államok                                                                                            | 1:44,44     | Michael Phelps · Egyesült Államok                                                                                       | 1:44,79  | Paul Biedermann · Németország                                                                                        | 1:44,88  |
| 400 m gyorsúszás Döntő: július 24.          | Pak Thehvan · Dél-Korea                                                                                                   | 3:42,04     | Szun Jang · Kína | 3:43,24  | Paul Biedermann · Németország                                                                                        | 3:44,14  |
| 800 m gyorsúszás Döntő: július 27.          | Szun Jang · Kína | 7:38,57     | Ryan Cochrane · Kanada                                                                                                  | 7:41,86  | Kis Gergő · Magyarország                                                                                             | 7:44,94  |
| 1500 m gyorsúszás Döntő: július 31.         | Szun Jang · Kína | 14:34,14 WR | Ryan Cochrane · Kanada                                                                                                  | 14:44,46 | Kis Gergő · Magyarország                                                                                             | 14:45,66 |
| 50 m hátúszás Döntő: július 31.             | Liam Tancock · Egyesült Királyság                                                                                         | 24,50       | Camille Lacourt · Franciaország                                                                                         | 24,57    | Gerhardus Zandberg · Dél-afrikai Köztársaság                                                                         | 24,66    |
| 100 m hátúszás Döntő: július 26.            | Jérémy Stravius · Franciaország · Camille Lacourt · Franciaország                                                         | 52,76       | |          | Irie Rjoszuke · Japán                                                                                                | 52,98    |
| 200 m hátúszás Döntő: július 29.            | Ryan Lochte · Egyesült Államok                                                                                            | 1:52,96     | Irie Ryosuke · Japán | 1:54,11  | Tyler Clary · Egyesült Államok                                                                                       | 1:54,69  |
| 50 méteres mellúszás Döntő: július 27.      | Felipe França Silva · Brazília                                                                                            | 27,01       | Fabio Scozzoli · Olaszország                                                                                            | 27,17    | Cameron van der Burgh · Dél-afrikai Köztársaság                                                                      | 27,19    |
| 100 méteres mellúszás Döntő: július 25.     | Alexander Dale Oen · Norvégia                                                                                             | 58,71       | Fabio Scozzoli · Olaszország                                                                                            | 59,42    | Cameron van der Burgh · Dél-afrikai Köztársaság                                                                      | 59,49    |
| 200 m mellúszás Döntő: július 29.           | Gyurta Dániel · Magyarország                                                                                              | 2:08,41     | Kitadzsima Kószuke · Japán                                                                                              | 2:08,63  | Christian vom Lehn · Németország                                                                                     | 2:09,06  |
| 50 méteres pillangóúszás Döntő: július 25.  | César Cielo Filho · Brazília                                                                                              | 23,10       | Matthew Targett · Ausztrália                                                                                            | 23,28    | Geoff Huegill · Ausztrália                                                                                           | 23,35    |
| 100 méteres pillangóúszás Döntő: július 30. | Michael Phelps · Egyesült Államok                                                                                         | 50,71       | Konrad Czerniak · Lengyelország                                                                                         | 51,15    | Tyler McGill · Egyesült Államok                                                                                      | 51,26    |
| 200 méteres pillangóúszás Döntő: július 27. | Michael Phelps · Egyesült Államok                                                                                         | 1:53,34     | Macuda Takesi · Japán                                                                                                   | 1:54,01  | Wu Peng · Kína | 1:54,67  |
| 200 méteres vegyesúszás Döntő: július 28.   | Ryan Lochte · Egyesült Államok                                                                                            | 1:54,00 WR  | Michael Phelps · Egyesült Államok                                                                                       | 1:54,16  | Cseh László · Magyarország                                                                                           | 1:57,69  |
| 400 m vegyesúszás Döntő: július 31.         | Ryan Lochte · Egyesült Államok                                                                                            | 4:07,13     | Tyler Clary · Egyesült Államok                                                                                          | 4:11,17  | Yuya Horihata · Japán                                                                                                | 4:11,98  |
| 4 × 100 m gyorsváltó Döntő: július 24.      | Ausztrália · James Magnussen (47,49) · Matthew Targett (47,87) · Matthew Abood (47,92) · Eamon Sullivan (47,72)           | 3:11,00     | Franciaország · Alain Bernard (48,75) · Jérémy Stravius (47,78) · William Meynard (47,39) · Fabien Gilot (47,22)        | 3:11,14  | Egyesült Államok · Michael Phelps (48,08) · Garrett Weber-Gale (48,33) · Jason Lezak (48,15) · Nathan Adrian (47,40) | 3:11,96  |
| 4 × 200 m gyorsváltó Döntő: július 29.      | Egyesült Államok · Michael Phelps (1:45,53) · Peter Vanderkaay (1:46,07) · Ricky Berens (1:46,51) · Ryan Lochte (1:44,56) | 7:02,67     | Franciaország · Yannick Agnel (1:45,25) · Grégory Mallet (1:46,81) · Jérémy Stravius (1:45,40) · Fabien Gilot (1:47,35) | 7:04,81  | Kína · Wang Shun (1:47,09) · Csang Lin (1:46,14) · Li Jün-csi (Li Yunqi) (1:47,30) · Szun Jang (1:45,14)             | 7:05,67  |
| 4 × 100 m vegyes váltó Döntő: július 31.    | Egyesült Államok · Nick Thoman (53,61) · Mark Gangloff (1:00,24) · Michael Phelps (50,57) · Nathan Adrian (47,64)         | 3:32,06     | Ausztrália · Hayden Stoeckel (54,22) · Brenton Rickard (59,32) · Geoff Huegill (51,72) · James Magnussen (47,00)        | 3:32,26  | Németország · Helge Meeuw (53,53) · Hendrik Feldwehr (59,72) · Benjamin Starke (51,83) · Paul Biedermann (47,52)     | 3:32,60  |

### Női
| Versenyszám                                    | Arany | Arany    | Ezüst | Ezüst    | Bronz | Bronz    |
| ---------------------------------------------- | --- | -------- | --- | -------- | --- | -------- |
| Női 50 méteres gyorsúszás Döntő: július 31.    | Therese Alshammar · Svédország                                                                                           | 24,14    | Ranomi Kromowidjojo · Hollandia                                                                                     | 24,27    | Marleen Veldhuis · Hollandia                                                                                     | 24,49    |
| Női 100 méteres gyorsúszás Döntő: július 29.   | Jeanette Ottesen · Dánia · Aljakszandra Heraszimenya · Fehéroroszország                                                  | 53,45    | |          | Ranomi Kromowidjojo · Hollandia                                                                                  | 53,66    |
| 200 m gyorsúszás Döntő: július 27.             | Federica Pellegrini · Olaszország                                                                                        | 1:55,58  | Kylie Palmer · Ausztrália                                                                                           | 1:56,04  | Camille Muffat · Franciaország                                                                                   | 1:56,10  |
| 400 m gyorsúszás Döntő: július 24.             | Federica Pellegrini · Olaszország                                                                                        | 4:01,97  | Rebecca Adlington · Egyesült Királyság                                                                              | 4:04,01  | Camille Muffat · Franciaország                                                                                   | 4:04,06  |
| 800 m gyorsúszás Döntő: július 30.             | Rebecca Adlington · Egyesült Királyság                                                                                   | 8:17,51  | Lotte Friis · Dánia                                                                                                 | 8:18,20  | Kate Ziegler · Egyesült Államok                                                                                  | 8:23,36  |
| 1500 m gyorsúszás Döntő: július 26.            | Lotte Friis · Dánia | 15:49,59 | Kate Ziegler · Egyesült Államok                                                                                     | 15:55,60 | Li Hszüan-hszü · Kína                                                                                            | 15:58,02 |
| Női 50 méteres hátúszás Döntő: július 28.      | Anasztaszija Zujeva · Oroszország                                                                                        | 27,79    | Terakawa Aya · Japán                                                                                                | 27,93    | Melissa Franklin · Egyesült Államok                                                                              | 28,01    |
| 100 m hátúszás Döntő: július 26.               | Csao Csing · Kína | 59,05    | Anasztaszija Zujeva · Oroszország                                                                                   | 59,06    | Natalie Coughlin · Egyesült Államok                                                                              | 59,15    |
| 200 m hátúszás Döntő: július 30.               | Missy Franklin · Egyesült Államok                                                                                        | 2:05,10  | Belinda Hocking · Ausztrália                                                                                        | 2:06,06  | Sharon van Rouwendaal · Hollandia                                                                                | 2:07,78  |
| Női 50 méteres mellúszás Döntő: július 31.     | Jessica Hardy · Egyesült Államok                                                                                         | 30,19    | Julija Jefimova · Oroszország                                                                                       | 30,49    | Rebecca Soni · Egyesült Államok                                                                                  | 30,58    |
| Női 100 méteres mellúszás Döntő: július 26.    | Rebecca Soni · Egyesült Államok                                                                                          | 1:05,05  | Leisel Jones · Ausztrália                                                                                           | 1:06,25  | Csi Li-ping · Kína                                                                                               | 1:06,52  |
| Női 200 méteres mellúszás Döntő: július 29.    | Rebecca Soni · Egyesült Államok                                                                                          | 2:21,47  | Julija Jefimova · Oroszország                                                                                       | 2:22,22  | Martha McCabe · Kanada                                                                                           | 2:24,81  |
| Női 50 méteres pillangóúszás Döntő: július 30. | Inge Dekker · Hollandia                                                                                                  | 25,71    | Therese Alshammar · Svédország                                                                                      | 25,76    | Mélanie Henique · Franciaország                                                                                  | 25,86    |
| 100 m pillangóúszás Döntő: július 25.          | Dana Vollmer · Egyesült Államok                                                                                          | 56,87    | Alicia Coutts · Ausztrália                                                                                          | 56,94    | Lu Jing · Kína                                                                                                   | 57,06    |
| 200 m pillangóúszás Döntő: július 28.          | Jiao Liuyang · Kína | 2:05,55  | Ellen Gandy · Egyesült Királyság                                                                                    | 2:05,59  | Liu Zige · Kína                                                                                                  | 2:05,90  |
| 200 m vegyesúszás Döntő: július 25.            | Je Si-ven · Kína | 2:08,90  | Alicia Coutts · Ausztrália                                                                                          | 2:09,00  | Ariana Kukors · Egyesült Államok                                                                                 | 2:09,12  |
| 400 m vegyesúszás Döntő: július 31.            | Elizabeth Beisel · Egyesült Államok                                                                                      | 4:31,78  | Hannah Miley · Egyesült Királyság                                                                                   | 4:34,22  | Stephanie Rice · Ausztrália                                                                                      | 4:34,23  |
| 4 × 100 m gyorsváltó Döntő: július 24.         | Hollandia · Inge Dekker (54,91) · Ranomi Kromowidjojo (53,26) · Marleen Veldhuis (53,33) · Femke Heemskerk (52,46)       | 3:33,96  | Egyesült Államok · Natalie Coughlin (54,09) · Missy Franklin (52,99) · Jessica Hardy (54,12) · Dana Vollmer (53,27) | 3:34,47  | Németország · Britta Steffen (54,51) · Silke Lippok (54,17) · Lisa Vitting (53,85) · Daniela Schreiber (53,12)   | 3:36,05  |
| 4 × 200 m gyorsváltó Döntő: július 28.         | Egyesült Államok · Missy Franklin (1:55,06) · Dagny Knutson (1:57,18) · Katie Hoff (1:57,41) · Allison Schmitt (1:56,49) | 7:46,14  | Ausztrália · Bronte Barratt (1:56,86) · Blair Evans (1:57,69) · Angie Bainbridge (1:57,36) · Kylie Palmer (1:55,51) | 7:47,42  | Kína · Csen Csien (1:57,37) · Pang Jiaying (1:56,97) · Liu Csing (1:57,85) · Tang Yi (1:55,47)                   | 7:47,66  |
| 4 × 100 m vegyes váltó Döntő: július 30.       | Egyesült Államok · Natalie Coughlin (59,12) · Rebecca Soni (1:04,71) · Dana Vollmer (55,74) · Missy Franklin (52,79)     | 3:52,36  | Kína · Csao Csing (59,24) · Csi Li-ping (1:06,27) · Lu Jing (56,77) · Tang Yi (53,33)                               | 3:55,61  | Ausztrália · Belinda Hocking (59,91) · Leisel Jones (1:06,18) · Alicia Coutts (56,69) · Merindah Dingjan (54,35) | 3:57,13  |

## Világcsúcsok
A világbajnokság során az alábbi világcsúcsok születtek:
| Dátum            | Esemény                       | Idő      | Név         | Nemzetiség |
| ---------------- | ----------------------------- | -------- | ----------- | ---------- |
| 2011. július 28. | Férfi 200 méteres vegyesúszás | 1:54.00  | Ryan Lochte | USA        |
| 2011. július 30. | Férfi 1500 méteres gyorsúszás | 14:34.14 | Szun Jang   | CHN        |